# Марциан Капела
Марциан Капела; Марциан Миней Фееликс Капела (на латински: Martianus Capella; Martianus Min(n)e(i)us Felix Capella; fl. ок. 410 – 420) е римски латински писател и поет от Картаген, творил през 5 и вероятно в началото на 6 век. Той създава латинска енциклопедия, която да служи на „седемте свободни изкуства“ (Septem artes liberales; studia liberalia). Това произведение влияе силно върху обучението през Средновековието.
Той вероятно е проконсул в Африка и юрист. Вероятно Каоела знае гръцки език. Произведенията му стъпват върху неоплатоническата и платоническата школа по философия на Плотин.
Единственото известно произведение на Марциан носи заглавието „De nuptiis Philologiae et Mercurii“ („Сватбата на Филология с Меркурий“). Създадено е вероятно в Рим, когато авторът му е в напреднала възраст, и е посветено на сина му. Това е учебник като енциклопедия в девет книги във формата на сатира, съдържащ канона на „седемте свободни изкуства“.
Луният кратер „Капела“ е наречен на него.

## Издания и преводи
- Martianus Capella: Les noces de Philologie et de Mercure. Les Belles Lettres, Paris:
  - Том 4: Livre IV: La dialectique, ред. Michel Ferré, 2007, ISBN 978-2-251-01448-7
  - Том 6: Livre VI: La géometrie, ред. Barbara Ferré, 2007, ISBN 978-2-251-01449-4
  - Том 7: Livre VII: L’arithmétique, ред. Jean-Yves Guillaumin, 2003, ISBN 2-251-01433-0
  - Том 9: Livre IX: L’harmonie, ред. Jean-Baptiste Guillaumin, 2011, ISBN 978-2-251-01461-6
- James Willis, Martianus Capella. Teubner, Leipzig 1983 (критическо издание; die Teubner-Edition von Adolf Dick ist dadurch überholt)
- Hans Günter Zekl (преводач), Martianus Capella: Die Hochzeit der Philologia mit Merkur. De nuptiis Philologiae et Mercurii. Königshausen & Neumann, Würzburg 2005, ISBN 978-3-8260-3043-7
- Cora E. Lutz, Dunchad: Glossae in Martianum. Lancaster Press, Lancaster 1944
- Cora E. Lutz, Remigii Autissiodorensis commentum in Martianum Capellam. 2 Bände. Brill, Leiden 1962 – 1965
- Cora E. Lutz, Iohannis Scotti annotationes in Marcianum. Mediaeval Academy of America, Cambridge (Mass.) 1939 (дигитализация)
- Haijo Jan Westra u. a., The Berlin commentary on Martianus Capella’s De nuptiis Philologiae et Mercurii. 2 Bände, Brill, Leiden 1994 – 1998
- Haijo Jan Westra, The Commentary on Martianus Capella’s De nuptiis Philologiae et Mercurii attributed to Bernardus Silvestris. Pontifical Institute of Mediaeval Studies, Toronto 1986, ISBN 0-88844-080-4
- Gabriella Moretti, I primi volgarizzamenti italiani delle Nozze di Mercurio e Filologia. Università degli Studi di Trento, Trento 1995, ISBN 88-86135-43-2
- Ilaria Ramelli, Scoto Eriugena, Remigio di Auxerre, Bernardo Silvestre e Anonimi: Tutti i commenti a Marziano Capella. Bompiani, Milano 2006, ISBN 88-452-5739-8